# Libertinage érudit

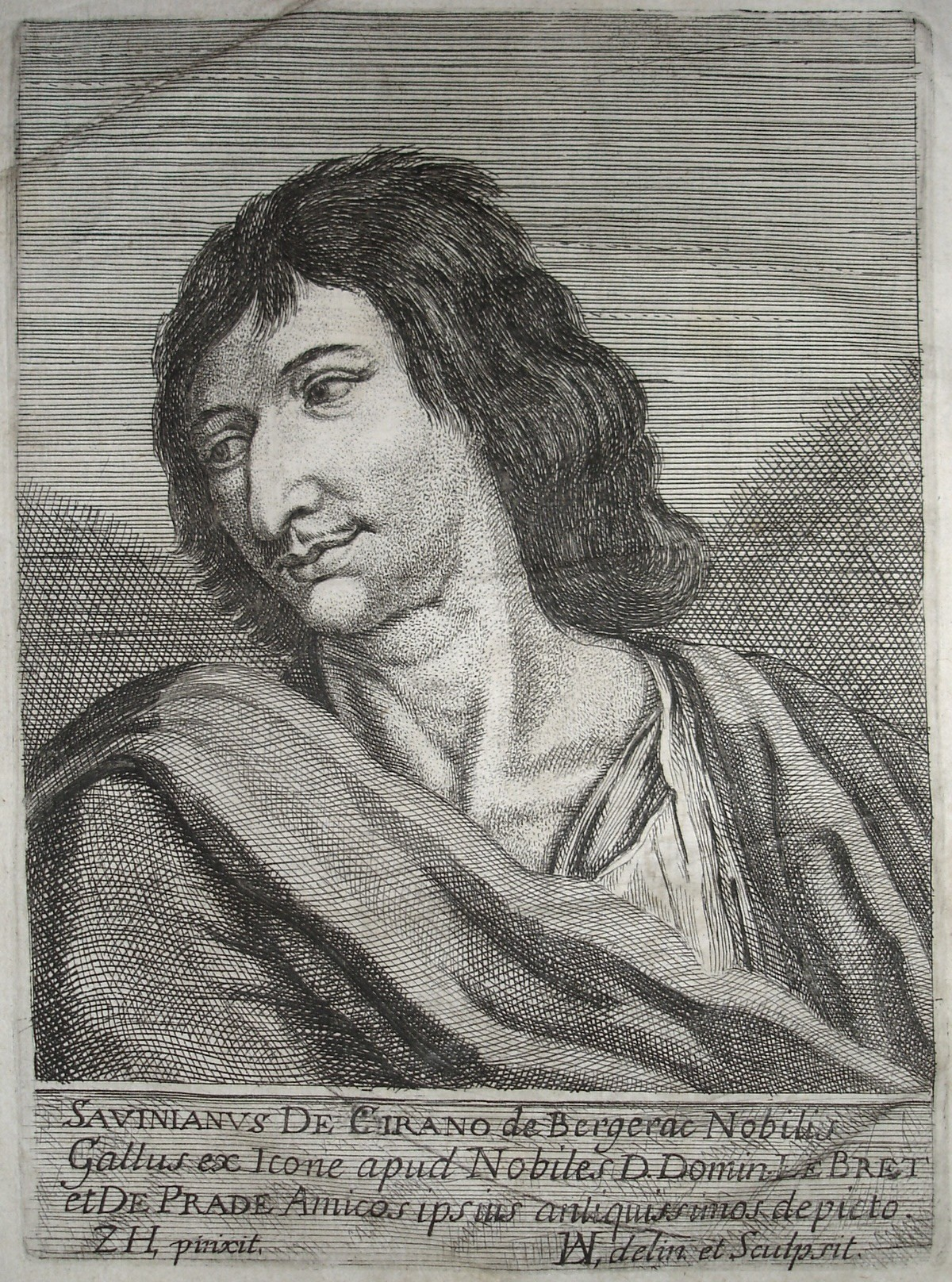
Cyrano de Bergerac, libertin notoire de la première moitié du XVIIe siècle.

Le libertinage érudit est une catégorie de libertinage du XVIIe siècle créé par René Pintard en 1943.

## Description
En philosophie, on distingue le libertin de mœurs, qui s'adonne aux plaisirs charnels en dépassant les limites de la morale conventionnelle, du libre penseur (libertin érudit ou savant). Ce dernier se nourrit d'une immense culture grecque et latine.
Le libertinage érudit (ou libertinage d'esprit) est un mouvement de libre-pensée et une sociabilité intellectuelle du XVIIe siècle, remettant en cause les dogmes et des idées reçues, cherchant à s'émanciper ou s'affranchir de la métaphysique et de la morale religieuse (exemple : Dom Juan de Molière), en pratiquant l'art de la dissimulation et de la clandestinité.
Ces libertins érudits sont, entre autres, les Français François de La Mothe Le Vayer, Gabriel Naudé, Cyrano de Bergerac, Scipion de Gramont, Charles Sorel et Pierre Gassendi. Avec les sceptiques, ils sont source des Lumières radicales, .

## Débat
« Pintard, selon F. Charles-Daubert, aurait fondé l'unité du mouvement des « libertins érudits » dans « une attitude sociale commune » d'une « partie de la bourgeoisie », contrainte au secret par la répression des poètes provocateurs du Parnasse satyrique liés à une partie de la jeune noblesse revendiquant avec provocation sa liberté de mœurs et d'esprit. (Les Libertins érudits en France au XVIIe siècle, p. 17). » écrit l'historien Jean-Pierre Cavaillé.
Cette catégorie est, selon Jean-Pierre Cavaillé, « à bien des égards insatisfaisante, en porte-à-faux avec les sources qui tendent plutôt à opposer le libertinage, caractérisé par la licence et la légèreté d'esprit, à l'érudition, qui implique la possession d'une saine et solide doctrine. »
Dans l'article « libertinage » du Dictionnaire mondial des littératures (Larousse), ce partage est dit : « très idéologique, ne tient pas compte du lien étroit qui relie la critique philosophique de la critique morale et qui fait de la sexualité l'un des centres de cette attitude critique. »